# Albizia poilanei
Albizia poilanei är en ärtväxtart som beskrevs av Ivan Christian Nielsen. Albizia poilanei ingår i släktet Albizia och familjen ärtväxter. Inga underarter finns listade i Catalogue of Life.